# Фоллстон (Пенсільванія)
Фоллстон (англ. Fallston) — місто (англ. borough) в США, в окрузі Бівер штату Пенсільванія. Населення — 259 осіб (2020).

## Географія
Фоллстон розташований за координатами 40°43′36″ пн. ш. 80°18′49″ зх. д. / 40.72667° пн. ш. 80.31361° зх. д. (40.726737, -80.313729).  За даними Бюро перепису населення США в 2010 році місто мало площу 1,34 км², з яких 1,24 км² — суходіл та 0,10 км² — водойми.

## Демографія
Згідно з переписом 2010 року, у селищі мешкало 266 осіб у 112 домогосподарствах у складі 73 родин. Густота населення становила 199 осіб/км².  Було 128 помешкань (96/км²).
Расовий склад населення:
| - 94,7 % — білих - 2,6 % — чорних або афроамериканців |

До двох чи більше рас належало 2,3 %. Частка іспаномовних становила 0,8 % від усіх жителів.
За віковим діапазоном населення розподілялося таким чином: 18,8 % — особи молодші 18 років, 65,4 % — особи у віці 18—64 років, 15,8 % — особи у віці 65 років та старші. Медіана віку мешканця становила 45,4 року. На 100 осіб жіночої статі у селищі припадало 97,0 чоловіків;  на 100 жінок у віці від 18 років та старших — 96,4 чоловіків також старших 18 років.
Середній дохід на одне домашнє господарство  становив 55 161 долар США (медіана — 39 792), а середній дохід на одну сім'ю — 64 207 доларів (медіана — 50 000). Медіана доходів становила 40 000 доларів для чоловіків та 26 750 доларів для жінок. За межею бідності перебувало 9,7 % осіб, у тому числі 8,6 % дітей у віці до 18 років та 11,1 % осіб у віці 65 років та старших.
Цивільне працевлаштоване населення становило 106 осіб. Основні галузі зайнятості: роздрібна торгівля — 20,8 %, виробництво — 18,9 %, освіта, охорона здоров'я та соціальна допомога — 17,9 %.